# Gorges du Niagara

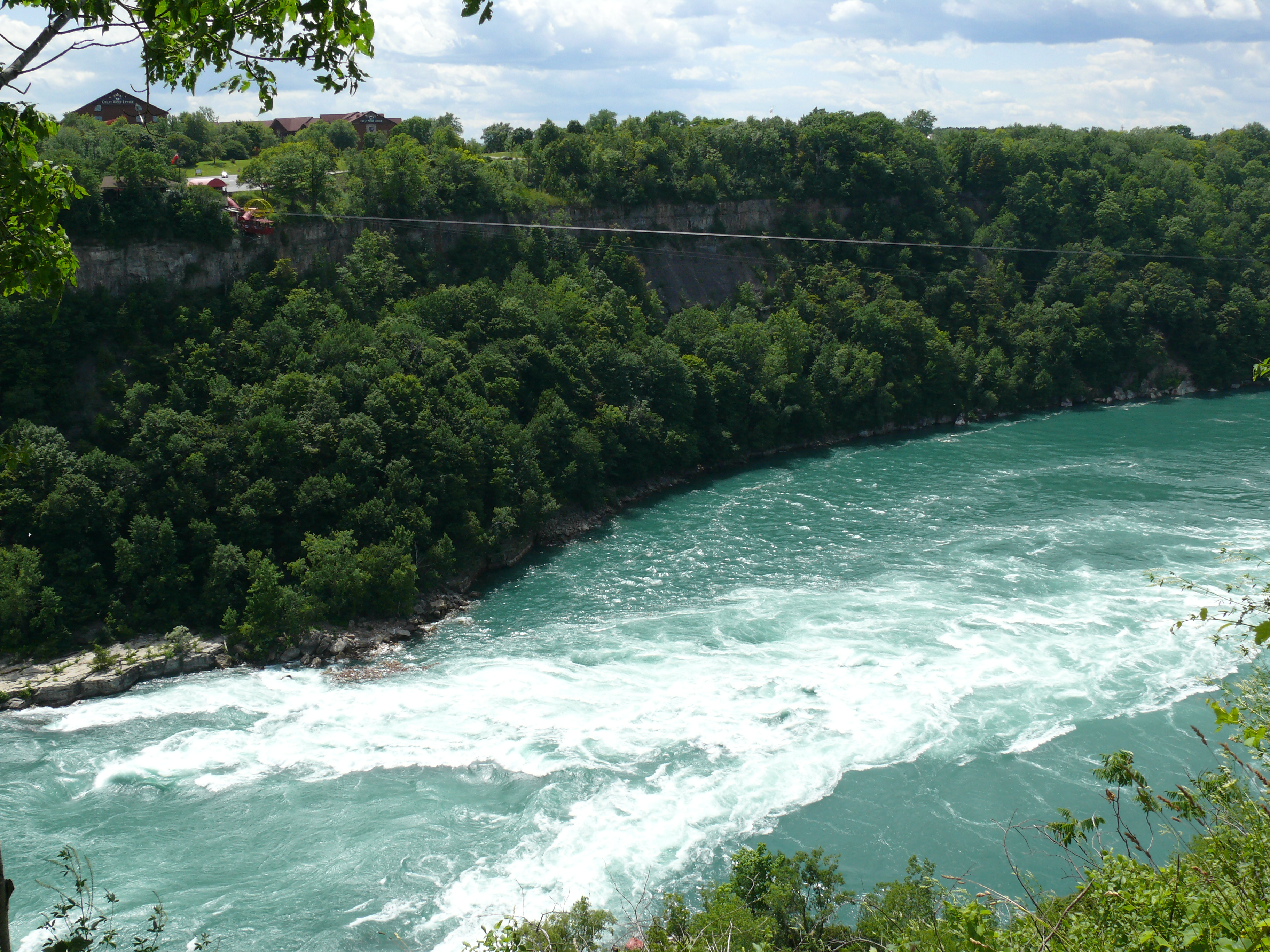
Les gorges juste en aval des chutes du Niagara.

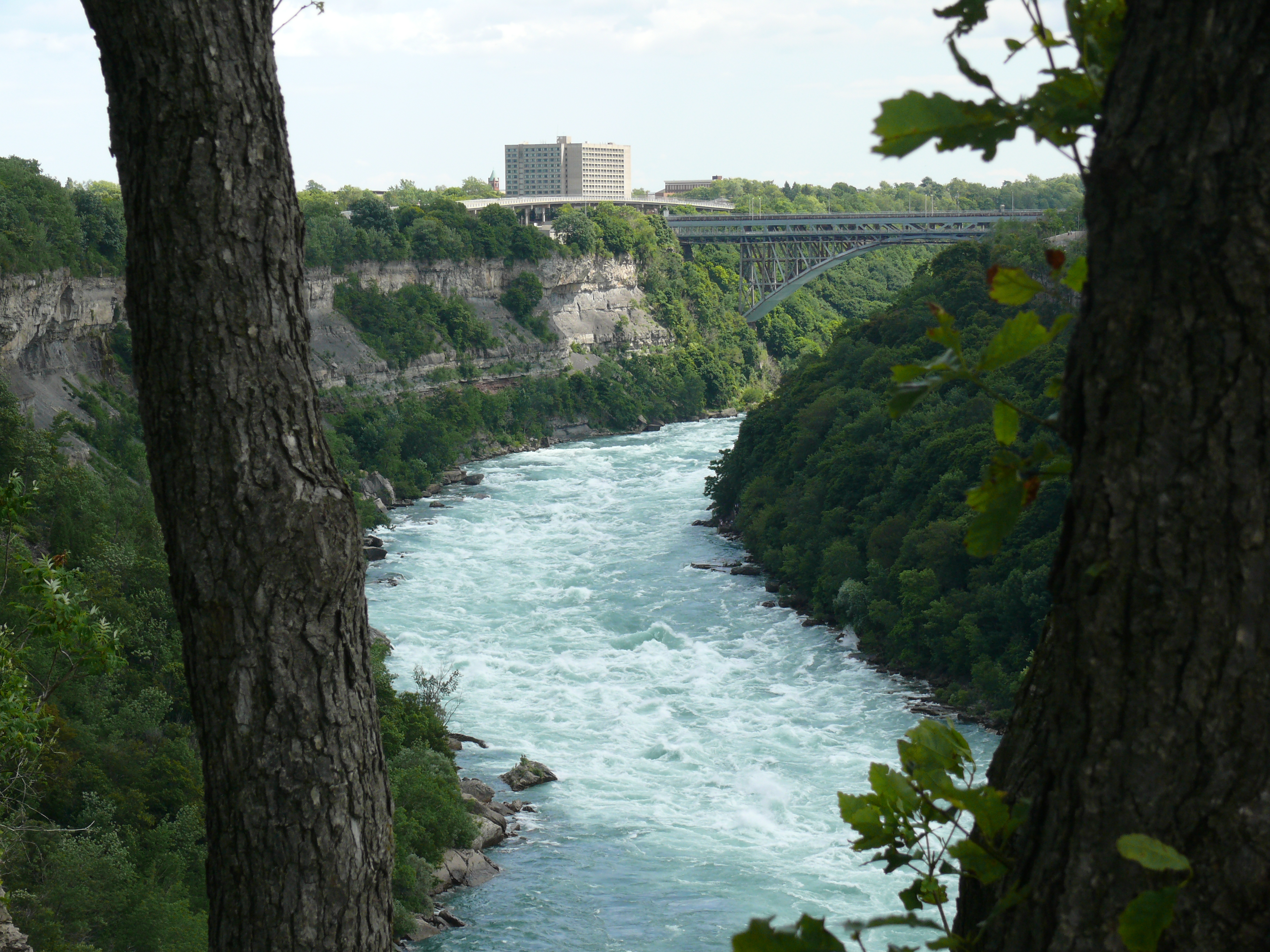
La rivière Niagara dans les gorges du Niagara.

Les gorges du Niagara forment un étroit passage d'une dizaine de kilomètres dans lequel s'écoule la rivière Niagara en aval des célèbres chutes du Niagara. Elles sont situées à la frontière du Canada et des États-Unis.
Les gorges du Niagara ont été formées à l'époque de la glaciation de Würm quand la région était couverte par un énorme glacier continental (inlandsis laurentidien) qui en fluant vers le sud depuis le territoire canadien oriental a broyé et transporté roches et sols sur son parcours. Il a surcreusé des vallées, emplacements des futurs lacs, et en a barré d'autres par des moraines.
Pendant et après la fonte de l'inlandsis, les cours d'eau ont dû se frayer un chemin vers le nord-ouest, dans une topographie bouleversée, en incisant de nouveaux lits. Les flots provenant des Grands Lacs en amont formèrent l'actuelle rivière Niagara. Celle-ci ne pouvant plus suivre son ancienne vallée remblayée emprunta alors un nouvel exutoire passant par un escarpement de regard nord qu'il éroda en gorges. Cet escarpement est un front de cuesta dû à un pendage monoclinal vers le sud et à la résistance de la formation géologique du Lockport (−415 millions d’années, Silurien), résistante à l'érosion, entre le lac Érié et le lac Ontario. La partie inférieure de l'escarpement, composée de roches marines largement antérieures à la dernière glaciation, a ainsi été soumise à l'érosion de la rivière Niagara. Trois principales formations géologiques sont à l'affleurement dans les gorges du Niagara.
Dans sa course au milieu de ces gorges, la rivière Niagara devient tumulteuse et forme des rapides et des tourbillons dont le plus dangereux et appelé le "Trou-du-Diable" (en anglais Devil's Hole). L'endroit est connu depuis la bataille du Trou du Diable qui eut lieu en 1763 pendant la rébellion de Pontiac et au cours de laquelle les Amérindiens attaquèrent par surprise un convoi de soldats britanniques qu'ils anéantirent.

## Vues des gorges du Niagara auXIXesiècle

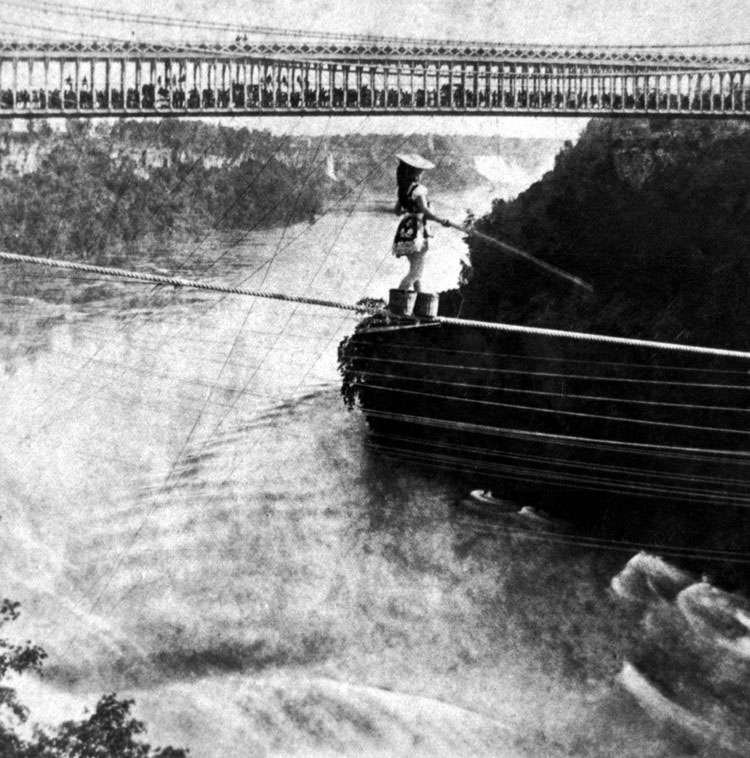
La funambule Maria Spelterini en 1876
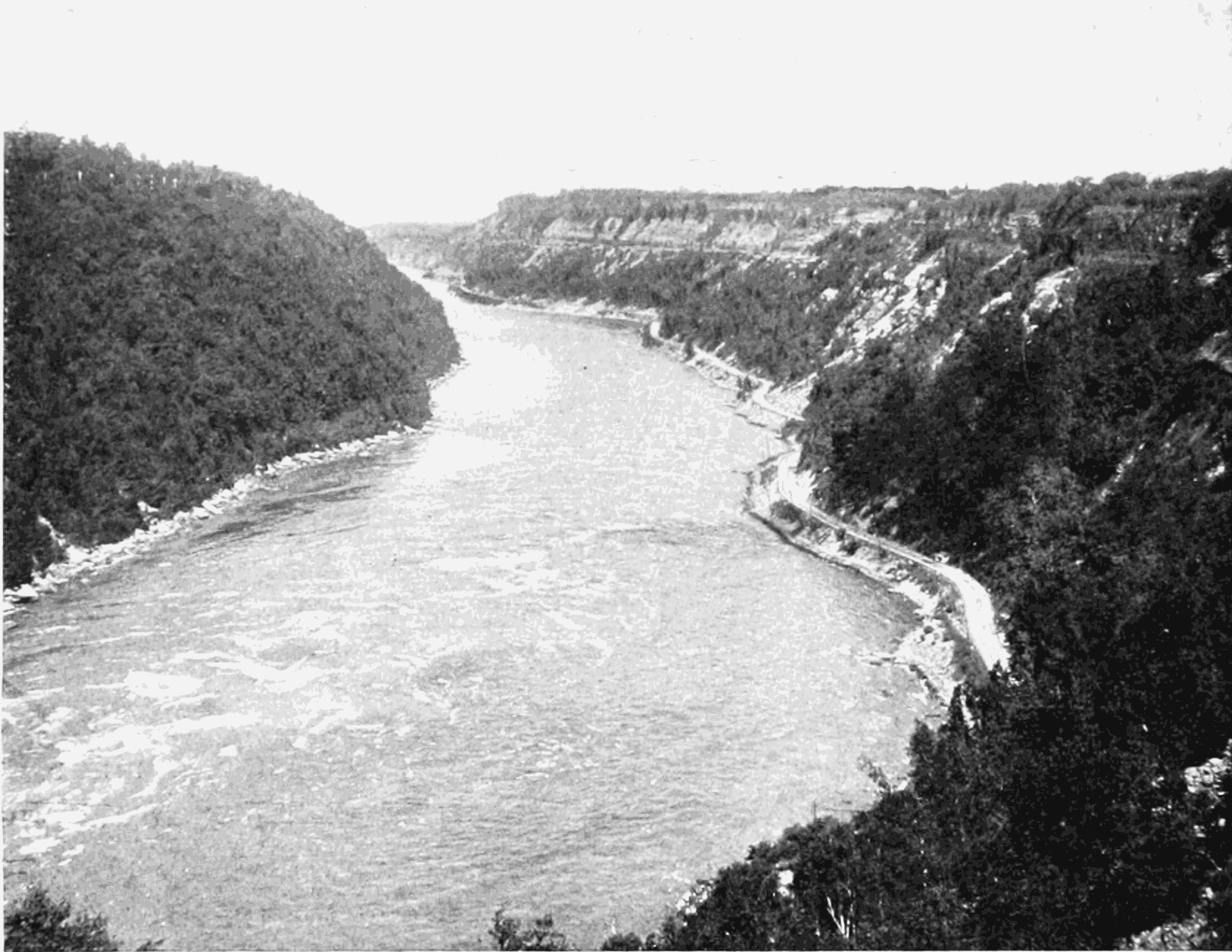
Cliché des gorges du Niagara de 1899
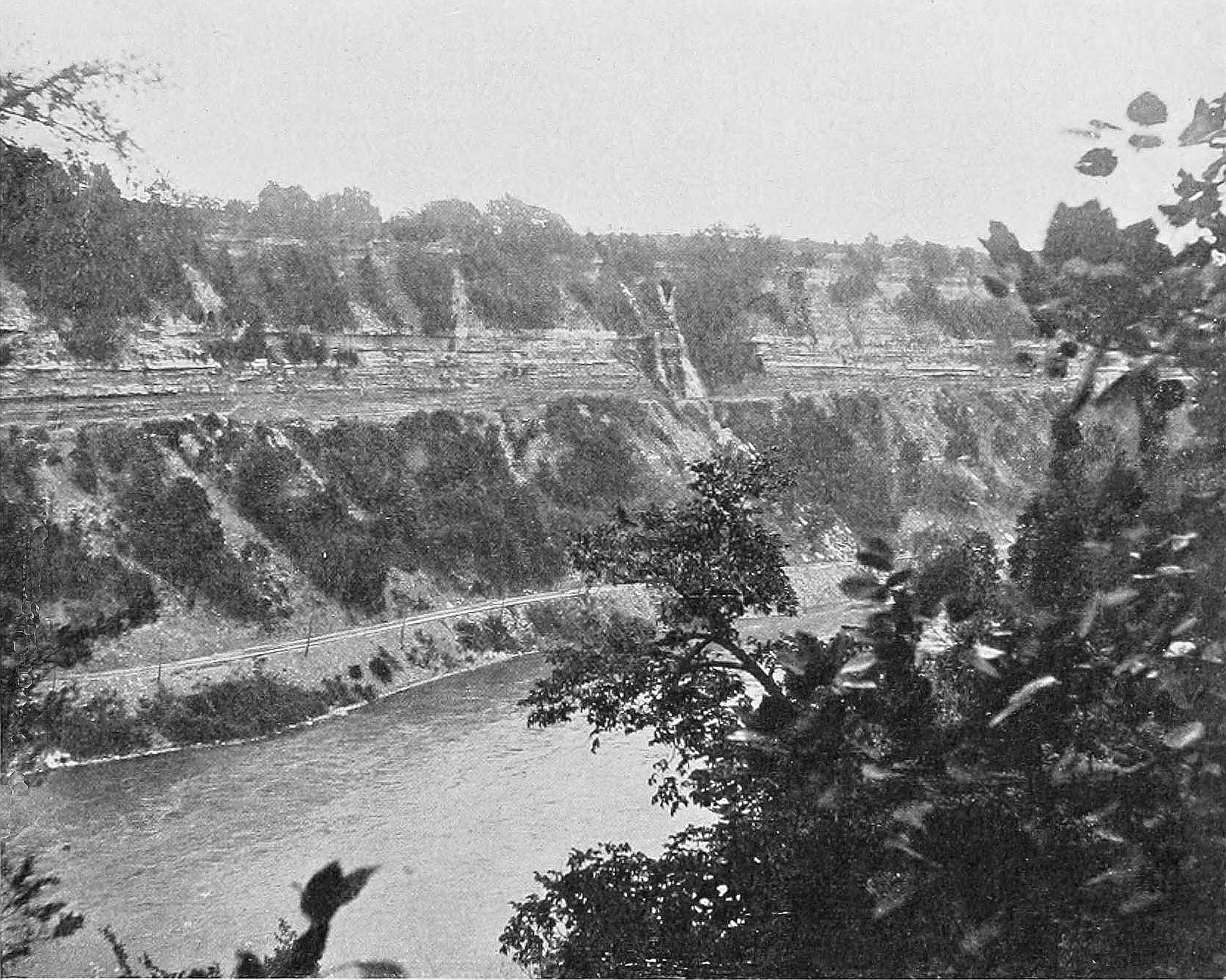
Cliché des gorges du Niagara de 1899
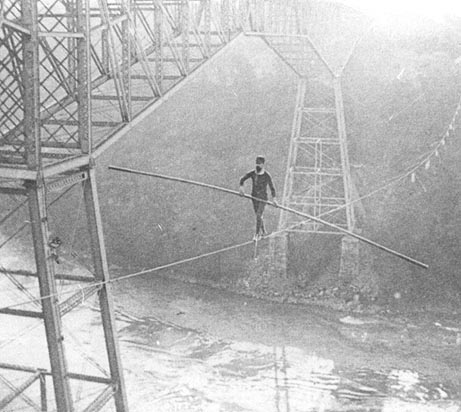
Le funambule Samuel Dixon en 1890